# Heliconius subrufescens
Heliconius subrufescens är en fjärilsart som beskrevs av William Schaus 1913. Heliconius subrufescens ingår i släktet Heliconius och familjen praktfjärilar. Inga underarter finns listade i Catalogue of Life.